# Julie Vega
Julie Vega (nacida Julie Pearl Apóstol Postigo el 21 de mayo de 1968 y fallecida el 6 de mayo de 1985, Ciudad Quezón) fue una cantante y actriz filipina.
Su carrera artística empezó en la década de los 80.
Falleció a causa de una parada cardiorrespiratoria a las 5:00 p. m. Del 6 de mayo de 1985. Sus seguidores como un homenaje, sobre todo sus hermanos en su tumba han construido un mausoleo en memoria de la artista que se encuentra en el cementerio del parque memorial de Loyola en la ciudad de Marikina.

## Filmografía

### Cines
| Año  | Título                               | Carácter/personaje |
| 1985 | Lovingly Yours, Helen: The Movie     | Ida                |
| 1984 | Daddy's Little Darlings              | Chiqui             |
| 1984 | Dear Mama                            | Joy                |
| 1983 | Don’t Cry for Me Papa                | Gigi               |
| 1983 | Iiyak Ka Rin                         | April              |
| 1983 | Isang Bala Ka Lang!                  | Angela             |
| 1983 | Roman Rápido                         | Carmen             |
| 1983 | To Mama with Love                    | Mylene             |
| 1982 | Mother Dear                          | -                  |
| 1982 | Where Love Has Gone                  | Liza               |
| 1981 | Flor de Liza                         | Liza               |
| 1981 | Mga Basang Sisiw                     | -                  |
| 1980 | Anak ng Atsay                        | Lisa               |
| 1980 | Angelita...Ako ang Iyong Ina         | Angelita           |
| 1980 | Kape't Gatas                         | Wewet              |
| 1980 | Pompa                                | Pompa              |
| 1979 | Durugin si Totoy Bato                | Lucía              |
| 1979 | Roberta                              | Roberta            |
| 1978 | Mga Mata ni Angelita                 | Angelita           |
| 1975 | Ang Pag-ibig Ko’y Huwag Mong Sukatin | -                  |
| 19?? | Ang Milagro sa Porta Vaga            | -                  |
| 19?? | Mortal                               | Mylene             |

### Televisión
| Año  | Título    | Personaje | TV Network  |
| 1979 | Anna Liza | Anna Liza | GMA Network |

## Discografía

### Álbumes
- First Love - 1985, Emerald Recording Company

All songs written by Mon Del Rosario except for First Love, which was written by Alex Catedrilla.
1. Someone Special
2. First Love
3. Somewhere in My Past
4. Only a Dream
5. So Impatient
6. The Memory Will Remain